# Crotalus oreganus
Crotalus oreganus är en ormart som beskrevs av Holbrook 1840. Crotalus oreganus ingår i släktet skallerormar, och familjen huggormar. IUCN kategoriserar arten globalt som livskraftig.
Arten förekommer i västra USA och i angränsande områden av sydvästra Kanada och nordvästra Mexiko (halvön Baja California). Honor lägger inga ägg utan föder levande ungar.

## Underarter
Arten delas in i följande underarter:
- C. o. abyssus
- C. o. caliginis
- C. o. cerberus
- C. o. concolor
- C. o. helleri
- C. o. lutosus
- C. o. oreganus